# 1669
Il 1669 (MDCLXIX in numeri romani) è un anno  del XVII secolo.

## Eventi
- 5 settembre – Creta: si conclude dopo 21 anni, con la resa dei difensori, l'Assedio di Candia: Creta è ottomana.
- Anno della più imponente eruzione del vulcano Etna in epoca storica; la lava sgorgata da una serie di fenditure a quote sempre più basse e soprattutto dai due coni gemelli detti Monti Rossi a nord di Nicolosi distrusse campagne e boschi, coprendo l'abitato di Malpasso e scendendo fino al mare ad ovest di Catania.
- Hennig Brand scopre l'elemento chimico fosforo.

## Nati

### Gennaio
- 6 gennaio - Isabella Luisa di Braganza, principessa portoghese († 1690)
- 7 gennaio - Giovanni Antonio II di Eggenberg, nobile boemo († 1716)
- 10 gennaio - Alessandro Pascoli, scrittore, filosofo e medico italiano († 1757)
- 18 gennaio - Maria Antonia d'Austria († 1692)
- 20 gennaio - Susanna Wesley, religiosa britannica († 1742)
- 22 gennaio - Francesco Muttoni, architetto italiano († 1747)
- 27 gennaio - Tiberio Carafa, militare e letterato italiano († 1742)

### Febbraio
- 2 febbraio - Louis Marchand, organista e compositore francese († 1732)
- 4 febbraio - Raymund Ferdinand von Rabatta, vescovo cattolico tedesco († 1722)
- 6 febbraio - Vincenzo Bacallar, ufficiale, storico e linguista spagnolo († 1726)
- 7 febbraio - Johann Konrad Ammann, medico svizzero († 1724)

### Marzo
- 7 marzo - Aloys Thomas Raimund von Harrach, politico e diplomatico austriaco († 1742)
- 21 marzo - Alamanno Salviati, cardinale italiano († 1733)
- 23 marzo - Faustino Giuseppe Griffoni, vescovo cattolico italiano († 1730)
- 23 marzo - Filippo Tipaldi, vescovo cattolico italiano († 1748)

### Aprile
- 1º aprile - Carlo Bossi, vescovo cattolico italiano († 1753)
- 16 aprile - Joseph Balthasar Hochreither, organista e compositore austriaco († 1731)
- 28 aprile - Aurora Sanseverino, nobildonna, poetessa e mecenate italiana († 1726)

### Maggio
- 5 maggio - Federica Elisabetta di Sassonia-Eisenach, principessa († 1730)
- 6 maggio - Francesco Antonio Finy, cardinale e arcivescovo cattolico italiano († 1743)
- 8 maggio - Hercule Mériadec de Rohan-Soubise, nobile francese († 1749)
- 14 maggio - Pietro Priuli, cardinale e vescovo cattolico italiano († 1728)
- 19 maggio - Filippo Guglielmo di Brandeburgo-Schwedt, nobile († 1711)
- 23 maggio - Johann Wenzel von Gallas, militare e diplomatico austriaco († 1719)
- 26 maggio - Sébastien Vaillant, botanico francese († 1722)

### Giugno
- 18 giugno - Maria Maddalena Musi, soprano italiano († 1751)
- 28 giugno - Lebrecht di Anhalt-Zeitz-Hoym, principe tedesco († 1727)

### Agosto
- 8 agosto - Alberto Ernesto II di Oettingen-Oettingen, nobile tedesco († 1731)
- 9 agosto - Evdokija Fëdorovna Lopuchina,  russa († 1731)
- 27 agosto - Anna Maria di Borbone-Orléans, principessa francese († 1728)

### Settembre
- 1º settembre - Muzio de' Vecchi, vescovo cattolico italiano († 1724)
- 19 settembre - Enrichetta Cristina di Brunswick-Wolfenbüttel, duchessa († 1753)
- 21 settembre - Pietro Ercole Fava, pittore italiano († 1744)

### Ottobre
- 9 ottobre - Gisella Agnese von Rath, principessa († 1740)
- 10 ottobre - Johann Nicolaus Bach, organista e compositore tedesco († 1753)
- 19 ottobre - Angelo d'Acri, presbitero italiano († 1739)
- 19 ottobre - Wirich Philipp von Daun, generale austriaco († 1741)
- 21 ottobre - Giovambattista Casotti, religioso e storico italiano († 1736)

### Novembre
- 5 novembre - Leonhard Christoph Sturm, architetto tedesco († 1719)
- 8 novembre - Matteo Bonechi, pittore italiano († 1756)
- 9 novembre - Friedrich Christian Seifert von Edelsheim, politico, scrittore e poeta tedesco († 1721)
- 23 novembre - Cesare Antonio Vergara, numismatico italiano († 1716)
- 27 novembre - Karol Stanisław Radziwiłł, nobile e politico polacco († 1719)
- 27 novembre - Giovanni Battista d'Embser, militare austriaco († 1733)

### Dicembre
- 1º dicembre - Claude Le Blanc, politico e nobile francese († 1728)
- 8 dicembre - Jan Pieter van Baurscheit il Vecchio, scultore e architetto tedesco († 1728)
- 16 dicembre - Joseph Anne Marie de Moyriac de Mailla, gesuita, missionario e storico francese († 1748)
- 17 dicembre - Friedrich Wilhelm von Dossow, generale prussiano († 1758)
- 20 dicembre - Carlotta Maria di Sassonia-Jena, principessa († 1703)

### Senza giorno specificato
- Tommaso Alghisi, medico italiano († 1713)
- Basil Beaumont, ammiraglio britannico († 1703)
- Cesare Benvenuti, filosofo e teologo italiano († 1746)
- Charles Boyle, II conte di Burlington, nobile e politico inglese († 1704)
- Giovanni Antonio Cappello, pittore italiano († 1741)
- Antonio Filocamo, pittore italiano († 1743)
- Giorgio Gentili, compositore e violinista italiano († 1737)
- Giorgio di Assia-Darmstadt, generale tedesco († 1705)
- Lucy Herbert, nobile, religiosa e scrittrice britannica († 1744)
- Charles Howard, III conte di Carlisle, nobile e politico inglese († 1738)
- Francisco Hurtado Izquierdo, architetto spagnolo († 1725)
- Zheng Keshuang, re († 1707)
- Bartolomeo Litterini, pittore italiano († 1748)
- Domenico Lusverg, artigiano e progettista italiano († 1744)
- Giovanni Murari, pittore italiano
- Luigi Nogarola, poeta e librettista italiano († 1715)
- Isabel Zacarías Ponce de León y Alencastre, nobildonna spagnola († 1721)
- James Pound, astronomo inglese († 1724)
- Fabio Sebastiano Santoro, presbitero e musicista italiano († 1729)
- Gioacchino Vitagliano, scultore italiano († 1739)
- Jacob Benignus Winslow, anatomista danese († 1760)
- Pëtr Pavlovič Šafirov, politico, diplomatico e nobile russo († 1739)

## Morti

### Gennaio
- 10 gennaio - Giovanni Francesco Buonamici, diplomatico italiano (n. 1592)
- 19 gennaio - Leone Allacci, teologo greco
- 23 gennaio - Nicolás Rodríguez Hermosino, religioso e giurista spagnolo (n. 1605)
- 31 gennaio - Dirck van der Lisse, pittore e disegnatore olandese (n. 1607)

### Febbraio
- 23 febbraio - Lieuwe van Aitzema, storico olandese (n. 1600)

### Marzo
- 2 marzo - Marija Il'inična Miloslavskaja,  russa (n. 1625)

### Aprile
- 4 aprile - Johann Michael Moscherosch, scrittore tedesco (n. 1601)
- 14 aprile - Michelangelo Grancini, organista e compositore italiano (n. 1605)
- 17 aprile - Antonio Bertali, compositore e violinista italiano (n. 1605)
- 22 aprile - Federico Guglielmo II di Sassonia-Altenburg, duca (n. 1603)
- 23 aprile - Johannes Canuti Lenaeus, religioso svedese (n. 1573)
- 29 aprile - Matteo Parisi, medico italiano

### Maggio
- 13 maggio - Caterino Corner, militare italiano (n. 1624)
- 14 maggio - Denis de Sallo, avvocato, giornalista e scrittore francese (n. 1626)
- 16 maggio - Pietro da Cortona, pittore e architetto italiano (n. 1597)
- 22 maggio - Philipp Friedrich von Breuner, vescovo cattolico austriaco (n. 1597)
- 23 maggio - Joris van der Haagen, pittore e disegnatore olandese
- 28 maggio - Pompeo Frigimelica, pittore italiano (n. 1601)

### Giugno
- 2 giugno - Francesco Gottifredi, numismatico italiano
- 13 giugno - Jan Aelbertsz Riethoorn, pittore olandese (n. 1620)
- 20 giugno - Masseo Vitali, vescovo cattolico italiano
- 20 giugno - Domenico de Marini, arcivescovo cattolico italiano (n. 1599)
- 25 giugno - Francesco di Borbone-Vendôme, generale francese (n. 1616)

### Luglio
- 4 luglio - Antonio Escobar, gesuita, teologo e scrittore spagnolo (n. 1589)
- 12 luglio - Theodoor van Thulden, pittore, disegnatore e incisore olandese (n. 1606)
- 16 luglio - Thomas Howard, I conte di Berkshire, nobile e politico inglese (n. 1587)
- 20 luglio - Francesco Contini, architetto e pittore italiano (n. 1599)
- 29 luglio - Giosia II di Waldeck-Wildungen, militare e nobile tedesco (n. 1636)

### Agosto
- 10 agosto - Paulus Bor, pittore olandese (n. 1601)
- 12 agosto - Luigi di Borbone-Vendôme, cardinale francese (n. 1612)
- 21 agosto - Dionisio Mazzuoli, architetto e scultore italiano (n. 1611)
- 30 agosto - Gaudenzio Brunacci, medico e letterato italiano (n. 1631)
- 31 agosto - John Hamilton, IV conte di Haddington, nobile scozzese (n. 1626)

### Settembre
- 8 settembre - Francesca di Lorena, nobile francese (n. 1592)
- 8 settembre - Matteo Ferchio, francescano, filosofo e teologo italiano (n. 1583)
- 10 settembre - Enrichetta Maria di Borbone-Francia, regina (n. 1609)
- 12 settembre - Paolo Sforza, marchese di Proceno, nobile e militare italiano (n. 1602)
- 28 settembre - Pierre Le Muet, architetto francese (n. 1591)

### Ottobre
- 4 ottobre - Rembrandt, pittore e incisore olandese (n. 1606)
- 14 ottobre - Antonio Cesti, compositore italiano (n. 1623)
- 19 ottobre - Domenico Fiasella, pittore italiano (n. 1589)
- 28 ottobre - Agustín Moreto, drammaturgo e religioso spagnolo (n. 1618)

### Novembre
- 3 novembre - Charles Drelincourt, pastore protestante e teologo francese (n. 1595)
- 4 novembre - Ferdinando Massimiliano di Baden-Baden, nobile tedesco (n. 1625)
- 5 novembre - Johannes Cocceius, teologo e ebraista tedesco (n. 1603)
- 7 novembre - Lebrecht di Anhalt-Köthen, principe (n. 1622)
- 26 novembre - Giovanni Stefano Donghi, cardinale e vescovo cattolico italiano (n. 1608)

### Dicembre
- 9 dicembre - Papa Clemente IX, papa, arcivescovo cattolico e cardinale italiano (n. 1600)
- 11 dicembre - Philip Herbert, V conte di Pembroke, nobile inglese (n. 1621)
- 11 dicembre - Anna Maria di Meclemburgo-Schwerin, nobile (n. 1627)
- 24 dicembre - Antonio Giorgetti, scultore italiano (n. 1635)
- 25 dicembre - Giorgio Guglielmo del Palatinato-Zweibrücken-Birkenfeld, nobile tedesco (n. 1591)
- 25 dicembre - Giovanni Andrea De Ferrari, pittore italiano (n. 1598)
- 29 dicembre - Marin Cureau de La Chambre, medico e filosofo francese (n. 1594)
- 30 dicembre - Jean-Pierre Médaille, presbitero francese (n. 1610)
- 31 dicembre - Bogusław Radziwiłł, nobile polacco (n. 1620)

### Senza giorno specificato
- Bartolomeu il Portoghese, pirata portoghese
- François Anguier, scultore francese (n. 1604)
- Philippe Bequel, pirata francese
- João Cabral, esploratore e missionario portoghese (n. 1599)
- John Denham, poeta irlandese (n. 1615)
- Christoffel van Dijck, artista olandese (n. 1600)
- Arnold Geulincx, filosofo fiammingo (n. 1624)
- Nicolaes de Helt Stockade, pittore olandese (n. 1614)
- Antoniotto Invrea, doge (n. 1588)
- Adrian Koerbagh, giurista e filosofo olandese (n. 1633)
- Francesco Lanfranchi, architetto italiano (n. 1610)
- Pasquale Malaspina, nobile italiano
- Pieter Meert, pittore fiammingo
- Matthew Newcomen, religioso inglese (n. 1610)
- Pieter Post, architetto e pittore olandese (n. 1608)
- William Prynne, scrittore e giurista inglese (n. 1600)
- Étienne Richard, organista, clavicembalista e compositore francese
- Titus van Rijn, pittore olandese (n. 1641)
- Christopher Simpson, musicista e compositore inglese
- Giovanni Agostino della Lengueglia, religioso, scrittore e storico italiano (n. 1608)
- Giovanni dall’Aquila, religioso italiano

## Calendario
| Calendario 1669 | Calendario 1669 | Calendario 1669 | Calendario 1669 | Calendario 1669 | Calendario 1669 | Calendario 1669 | Calendario 1669 | Calendario 1669 | Calendario 1669 | Calendario 1669 | Calendario 1669 | Calendario 1669 | Calendario 1669 | Calendario 1669 | Calendario 1669 | Calendario 1669 | Calendario 1669 | Calendario 1669 | Calendario 1669 | Calendario 1669 | Calendario 1669 | Calendario 1669 | Calendario 1669 | Calendario 1669 | Calendario 1669 | Calendario 1669 | Calendario 1669 | Calendario 1669 | Calendario 1669 | Calendario 1669 | Calendario 1669 | Calendario 1669 |
| --------------- | --------------- | --------------- | --------------- | --------------- | --------------- | --------------- | --------------- | --------------- | --------------- | --------------- | --------------- | --------------- | --------------- | --------------- | --------------- | --------------- | --------------- | --------------- | --------------- | --------------- | --------------- | --------------- | --------------- | --------------- | --------------- | --------------- | --------------- | --------------- | --------------- | --------------- | --------------- | --------------- |
|                 | 1               | 2               | 3               | 4               | 5               | 6               | 7               | 8               | 9               | 10              | 11              | 12              | 13              | 14              | 15              | 16              | 17              | 18              | 19              | 20              | 21              | 22              | 23              | 24              | 25              | 26              | 27              | 28              | 29              | 30              | 31              |                 |
| Gennaio         | Ma              | Me              | Gi              | Ve              | Sa              | Do              | Lu              | Ma              | Me              | Gi              | Ve              | Sa              | Do              | Lu              | Ma              | Me              | Gi              | Ve              | Sa              | Do              | Lu              | Ma              | Me              | Gi              | Ve              | Sa              | Do              | Lu              | Ma              | Me              | Gi              |                 |
| Febbraio        | Ve              | Sa              | Do              | Lu              | Ma              | Me              | Gi              | Ve              | Sa              | Do              | Lu              | Ma              | Me              | Gi              | Ve              | Sa              | Do              | Lu              | Ma              | Me              | Gi              | Ve              | Sa              | Do              | Lu              | Ma              | Me              | Gi              |                 |                 |                 |                 |
| Marzo           | Ve              | Sa              | Do              | Lu              | Ma              | Me              | Gi              | Ve              | Sa              | Do              | Lu              | Ma              | Me              | Gi              | Ve              | Sa              | Do              | Lu              | Ma              | Me              | Gi              | Ve              | Sa              | Do              | Lu              | Ma              | Me              | Gi              | Ve              | Sa              | Do              |                 |
| Aprile          | Lu              | Ma              | Me              | Gi              | Ve              | Sa              | Do              | Lu              | Ma              | Me              | Gi              | Ve              | Sa              | Do              | Lu              | Ma              | Me              | Gi              | Ve              | Sa              | Do              | Lu              | Ma              | Me              | Gi              | Ve              | Sa              | Do              | Lu              | Ma              |                 |                 |
| Maggio          | Me              | Gi              | Ve              | Sa              | Do              | Lu              | Ma              | Me              | Gi              | Ve              | Sa              | Do              | Lu              | Ma              | Me              | Gi              | Ve              | Sa              | Do              | Lu              | Ma              | Me              | Gi              | Ve              | Sa              | Do              | Lu              | Ma              | Me              | Gi              | Ve              |                 |
| Giugno          | Sa              | Do              | Lu              | Ma              | Me              | Gi              | Ve              | Sa              | Do              | Lu              | Ma              | Me              | Gi              | Ve              | Sa              | Do              | Lu              | Ma              | Me              | Gi              | Ve              | Sa              | Do              | Lu              | Ma              | Me              | Gi              | Ve              | Sa              | Do              |                 |                 |
| Luglio          | Lu              | Ma              | Me              | Gi              | Ve              | Sa              | Do              | Lu              | Ma              | Me              | Gi              | Ve              | Sa              | Do              | Lu              | Ma              | Me              | Gi              | Ve              | Sa              | Do              | Lu              | Ma              | Me              | Gi              | Ve              | Sa              | Do              | Lu              | Ma              | Me              |                 |
| Agosto          | Gi              | Ve              | Sa              | Do              | Lu              | Ma              | Me              | Gi              | Ve              | Sa              | Do              | Lu              | Ma              | Me              | Gi              | Ve              | Sa              | Do              | Lu              | Ma              | Me              | Gi              | Ve              | Sa              | Do              | Lu              | Ma              | Me              | Gi              | Ve              | Sa              |                 |
| Settembre       | Do              | Lu              | Ma              | Me              | Gi              | Ve              | Sa              | Do              | Lu              | Ma              | Me              | Gi              | Ve              | Sa              | Do              | Lu              | Ma              | Me              | Gi              | Ve              | Sa              | Do              | Lu              | Ma              | Me              | Gi              | Ve              | Sa              | Do              | Lu              |                 |                 |
| Ottobre         | Ma              | Me              | Gi              | Ve              | Sa              | Do              | Lu              | Ma              | Me              | Gi              | Ve              | Sa              | Do              | Lu              | Ma              | Me              | Gi              | Ve              | Sa              | Do              | Lu              | Ma              | Me              | Gi              | Ve              | Sa              | Do              | Lu              | Ma              | Me              | Gi              |                 |
| Novembre        | Ve              | Sa              | Do              | Lu              | Ma              | Me              | Gi              | Ve              | Sa              | Do              | Lu              | Ma              | Me              | Gi              | Ve              | Sa              | Do              | Lu              | Ma              | Me              | Gi              | Ve              | Sa              | Do              | Lu              | Ma              | Me              | Gi              | Ve              | Sa              |                 |                 |
| Dicembre        | Do              | Lu              | Ma              | Me              | Gi              | Ve              | Sa              | Do              | Lu              | Ma              | Me              | Gi              | Ve              | Sa              | Do              | Lu              | Ma              | Me              | Gi              | Ve              | Sa              | Do              | Lu              | Ma              | Me              | Gi              | Ve              | Sa              | Do              | Lu              | Ma              |                 |